# Telo Rinpoché

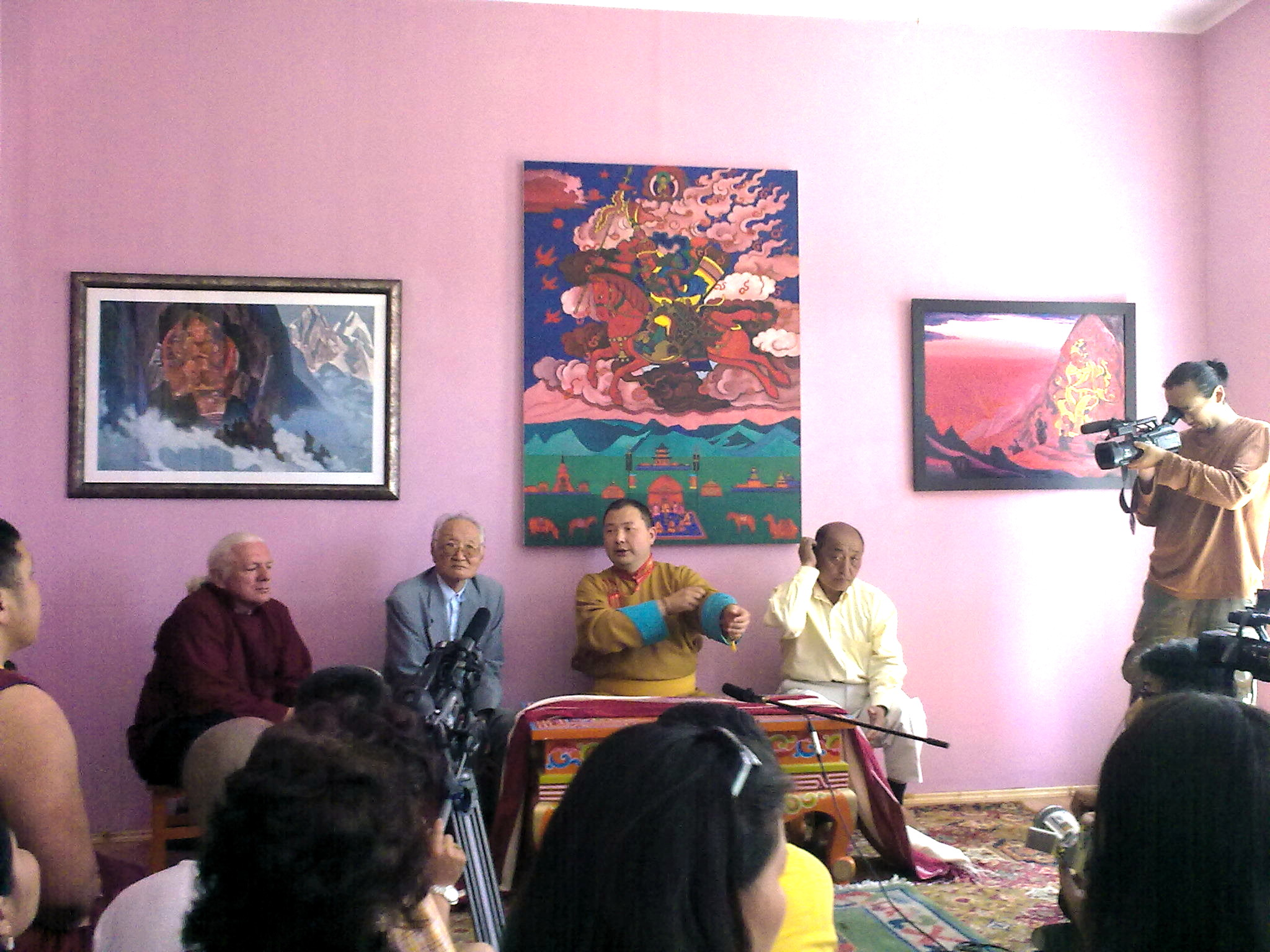
Visite de Telo Tulku à la maison-musée de Roerich à Oulan-Bator, en présence de Glenn H. Mullin.

Erdne Ombadykow, né le 27 octobre 1972 à Philadelphie (Pennsylvanie, États-Unis) est un lama du bouddhisme tibétain du peuple mongol kalmouk, appelé Telo Tulku Rinpoché. Il a reçu une formation formelle de moine bouddhiste en Inde et a été reconnu par le 14e dalaï-lama, Tenzin Gyatso, comme la réincarnation actuelle du mahasiddha bouddhiste Tilopa. En 1992, il est nommé à la tête de la Buddhist Union of Kalmykia, fédérant le bouddhisme en Kalmoukie, et partage son temps entre la Kalmoukie et la ville d'Erie, où il réside dans le Colorado aux États-Unis.
Depuis le 17 février 2015, il est le représentant du bureau du Tibet à Moscou, appelé Centre de la culture et de l'information du Tibet, et fondé en 1993.
Telo Rinpoché est inscrit sur la liste du gouvernement russe des « agents étrangers » le 27 janvier 2023 en raison de  sa condamnation de l'invasion de l'Ukraine par la Russie de 2022. Il démissionne alors de sa fonction de Shajin Lama ou chef religieux des bouddhistes de Kalmoukie mais demeure l'envoyé du dalaï-lama en Russie.